# Entrenadors del Reial Club Deportiu Espanyol
Abans de la dècada dels anys vint, la figura de l'entrenador era pràcticament desconeguda al futbol català. El president o bé el jugador més antic o capità feien les tasques de tècnic i confeccionaven, per tant, les alineacions. Fou a partir de 1922 quan l'Espanyol creà la figura de l'entrenador, incorporant un escocès anomenat Mr. Garry.
Molts dels entrenadors del club van ser homes de la casa, molts d'ells exjugadors, que sovint agafaren el club en situacions difícils. Entre els més destacats podem esmentar Patrici Caicedo, Ramon Trabal, Ricard Zamora, Crisant Bosch, Josep Espada, Julià Arcas, Josep Mauri, Juanjo Díaz, Paco Flores o Mauricio Pochettino.
Pel que fa a nombre de temporades al club i èxits assolits els entrenadors més destacats del club al llarg de la història són: Patrici Caicedo (12 temporades d'entrenador), José Emilio Santamaría (7), Josep Espada (6), Javier Clemente (6), Ricard Zamora (5), Jack Greenwell (4), Alejandro Scopelli (4), José Antonio Camacho (4), Paco Flores (4), Mauricio Pochettino (4), Janos Kalmar (3), José María Maguregui (3), Xabier Azkargorta (3) o Miguel Ángel Lotina (2).

## Cronologia dels entrenadors

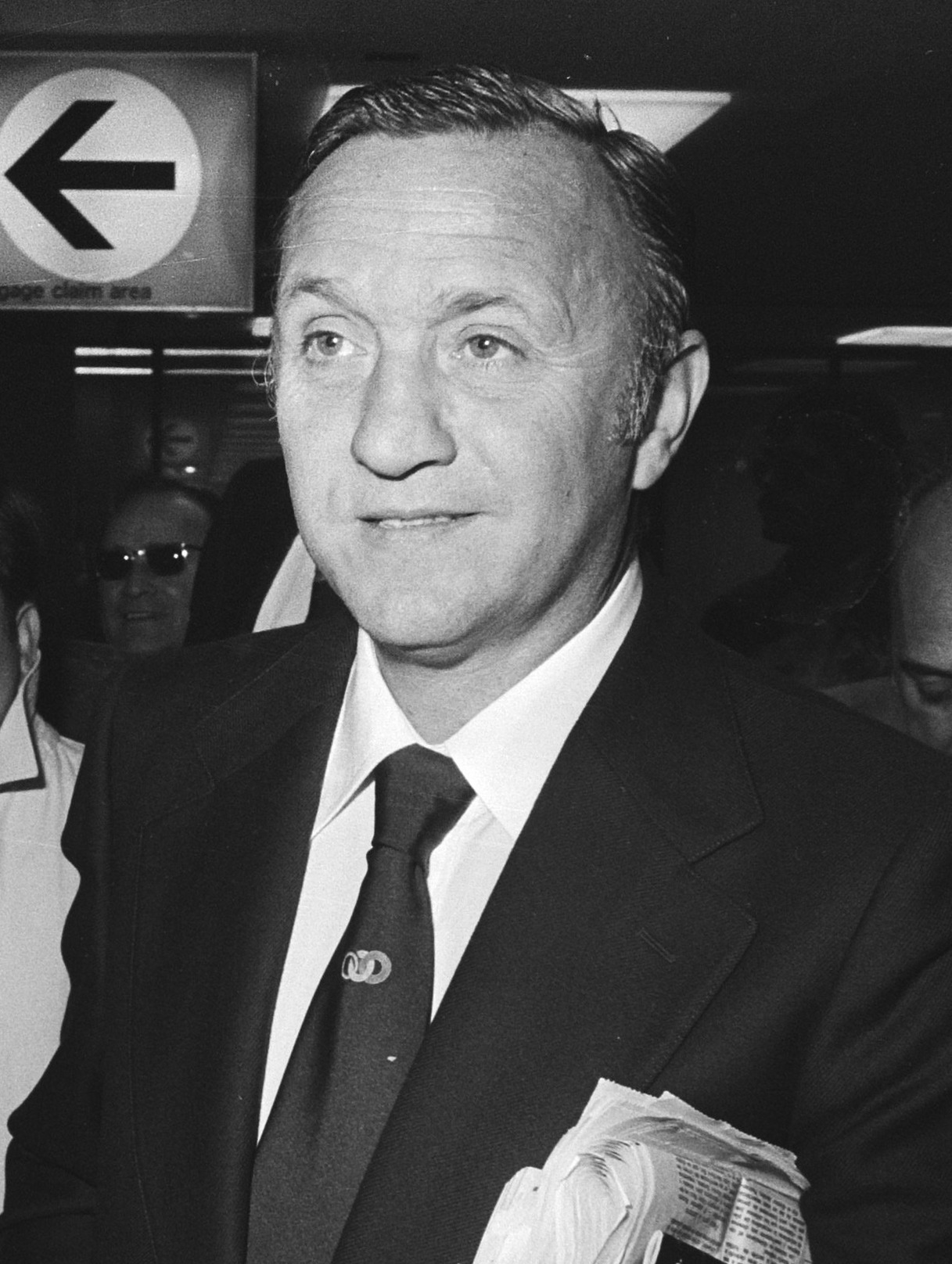
José Emilio Santamaria.

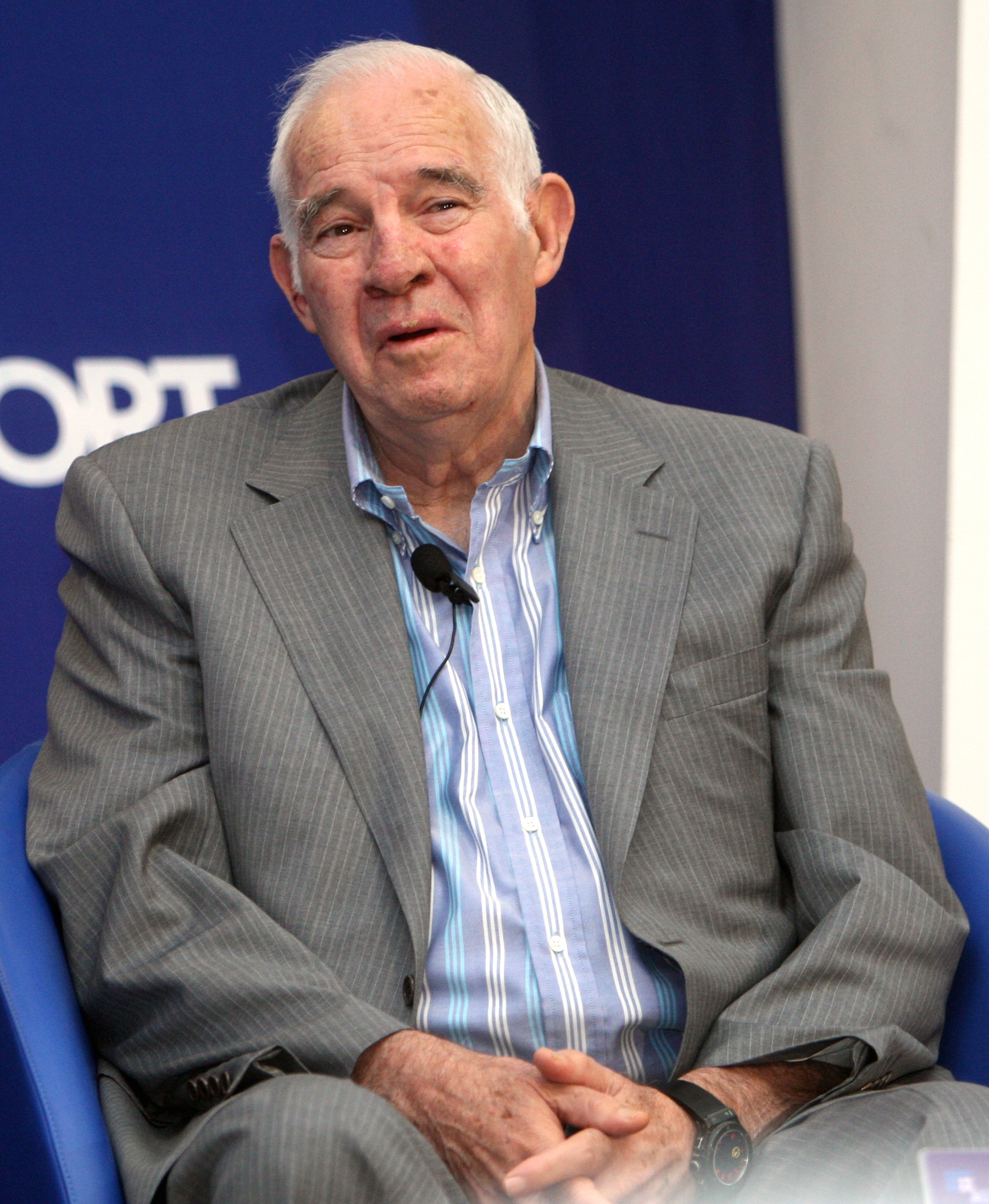
Luís Aragonés.

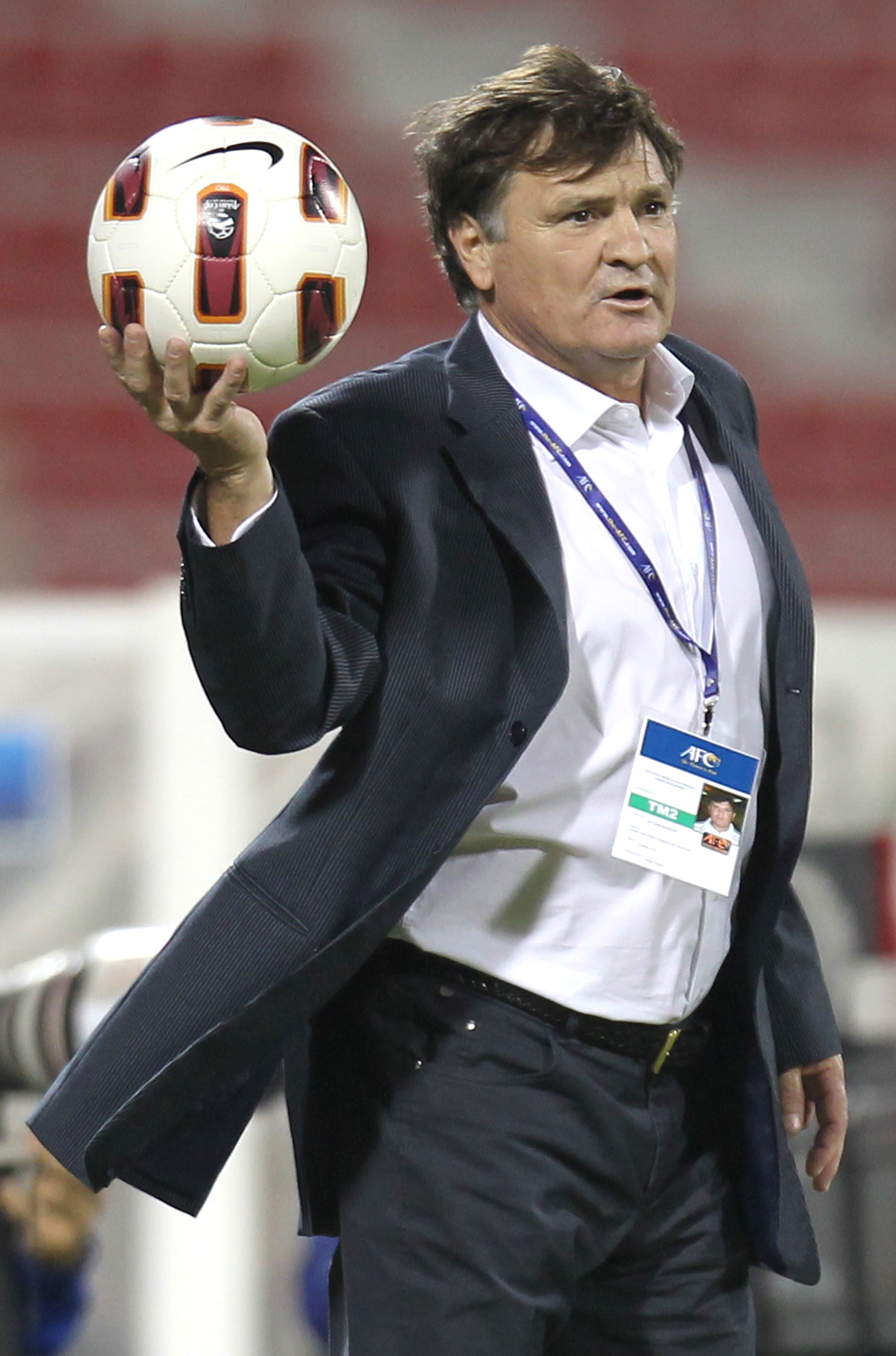
José Antonio Camacho.

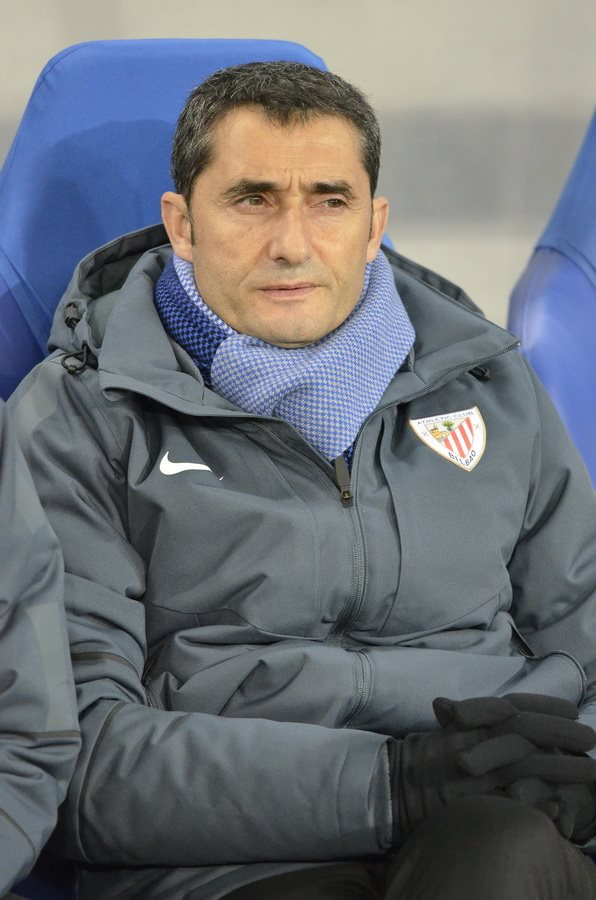
Ernesto Valverde.

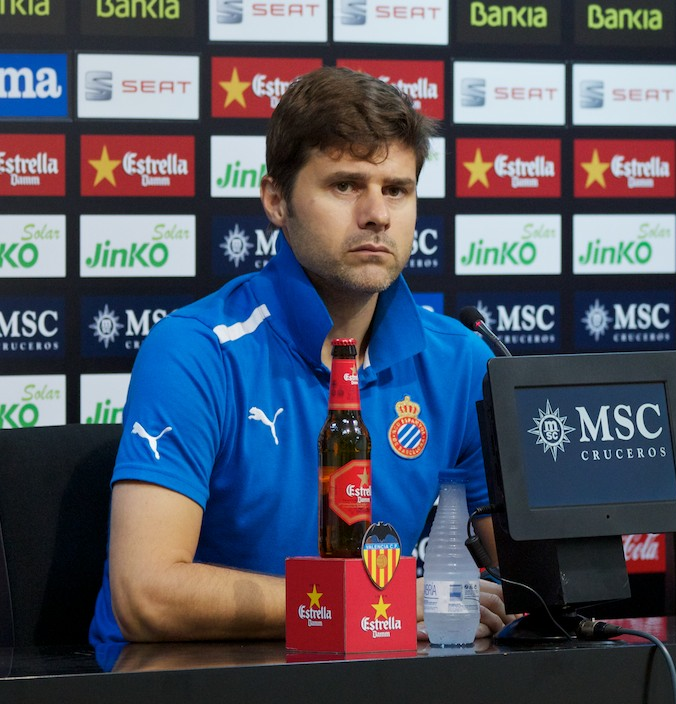
Mauricio Pochettino.

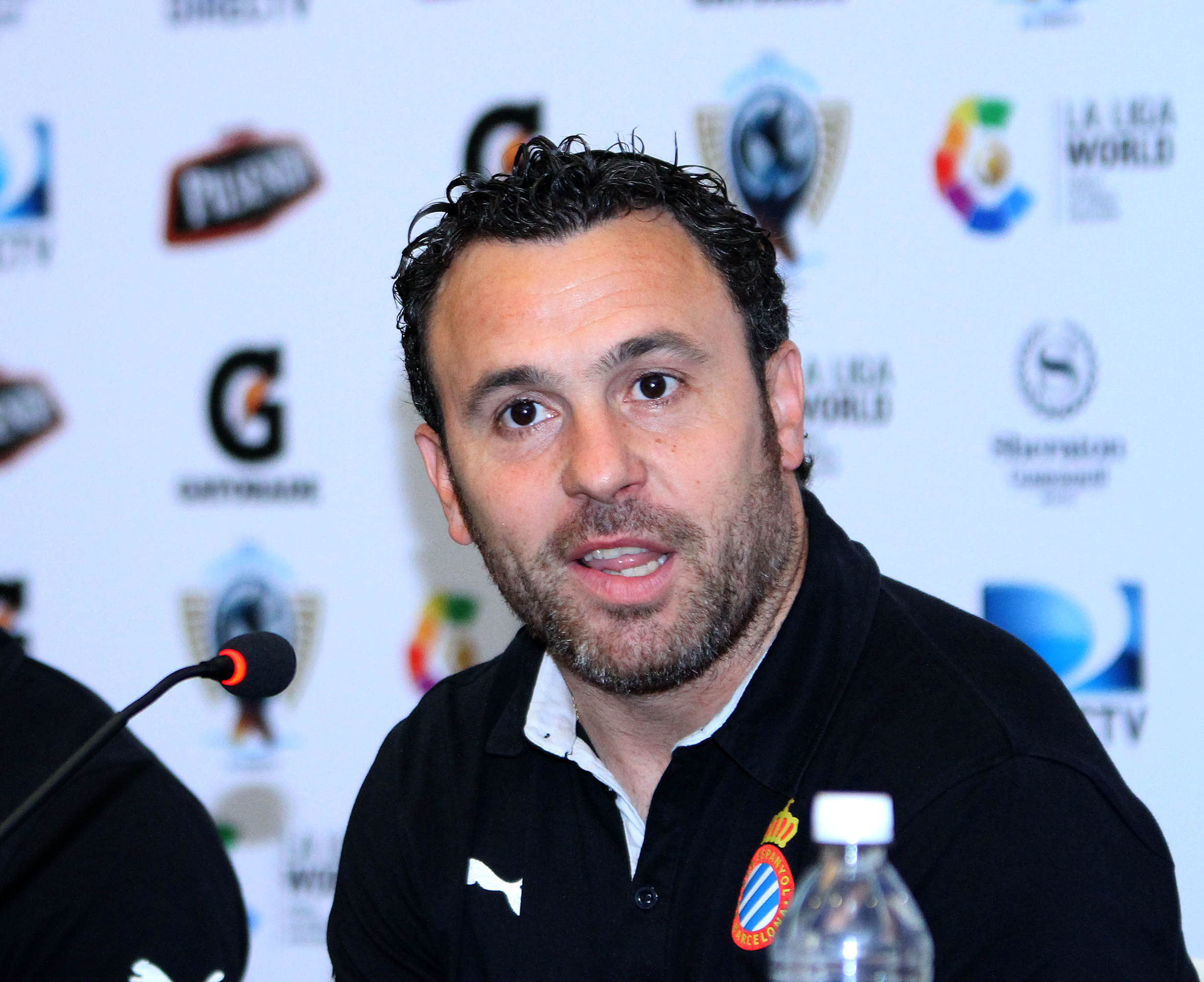
Sergio González.

La següent relació detalla cronològicament tots els entrenadors que ha tingut el RCD Espanyol. Entre parèntesis s'indica el nombre de temporades dirigint el primer equip. Els entrenadors substituts fan referència a la darrera temporada de l'entrenador precedent.
- 1922-1924:  Edward Garry (2)
- 1924-1925:  Paco Bru (1)
  - substituït per  Sissy Silvio Alkalay[1][2]
- 1925-1926:  Sissy Silvio Alkalay (1)[3]
  - substituït per  Paco Bru
- 1926-1927:  Paco Bru (1)
  - substituït per  Albert Berglund[4]
- 1927-1928:  Josep Quirante (1)[5][6]
  - substituït per  Jack Greenwell
- 1928-1930:  Jack Greenwell (2)
- 1930-1933:  Patricio Caicedo (3)
- 1933-1935:  Ramon Trabal (2)
- 1935-1936:  Harry Lowe (1)[7]
  - substituït per  Patricio Caicedo
- 1936-1943:  Patricio Caicedo (7)
  - substituït pel tàndem  Pere Solé- Ricard Zamora
- 1943-1944:  Pere Solé (1)
  - substituït pel tàndem  Crisant Bosch- Pitus Prat[8]
- 1944-1946:  Baltasar Albéniz (2)
  - substituït per  Crisant Bosch
- 1946-1947:  Josep Planas (1)
- 1947-1949:  Josep Espada (2)
- 1949-1950:  Patricio Caicedo (1)
- 1950-1952:  Joan Josep Nogués (2)
- 1952-1955:  Alejandro Scopelli (3)
  - substituït per  Odilio Bravo
  - substituït pel tàndem  Ricard Zamora- Josep Espada
- 1955-1957:  Ricard Zamora- Josep Espada (2)
- 1957-1958:  Emil Berkessy (1)
- 1958-1959:  Marcel Domingo (1)
- 1959-1960:  Antonio Barrios (1)
- 1960-1961:  Ernest Pons (1)
  - substituït per  Ricard Zamora
- 1961-1962:  José Luis Saso (1)
  - substituït pel tàndem  Ricard Zamora- Julià Arcas
- 1962-1963:  Heriberto Herrera (1)
- 1963-1964:  Alejandro Scopelli- Pedro Areso (1)
  - substituït per  Pere Solé
- 1964-1965:  Ladislau Kubala (1)
- 1965-1966:  Ferran Argila (1)
  - substituït  Josep Espada
- 1966-1969:  Janos Kalmar (3)
  - substituït pel tàndem  Antoni Argilés- Agustí Faura
- 1969-1970:  Fernando Riera (1)
  - substituït per  Rafael Iriondo
- 1970-1971:  Ferdinand Daucik (1)
- 1971-1978:  José Emilio Santamaría (7)
  - substituït per  Heriberto Herrera
- 1978-1980:  José Antonio Irulegui (2)
  - substituït per  Vicente Miera (1)
- 1980-1983:  José María Maguregui (3)
- 1983-1984:  Milorad Pavić (1)
  - substituït per  Xabier Azkargorta
- 1984-1986:  Xabier Azkargorta (2)
- 1986-1989:  Javier Clemente (3)
  - substituït per  Josep Mauri
  - substituït per  José María García Andoain
- 1989-1990:  Benet Joanet (1)
  - substituït per  Juanjo Díaz
- 1990-1991:  Luis Aragonés (1)
- 1991-1992:  Ljubomir Petrović (1)
  - substituït per  Jaume Sabaté
  - substituït per  Javier Clemente
- 1992-1993:  José Manuel Díaz Novoa (1)
  - substituït per  Juanjo Díaz
- 1993-1996:  José Antonio Camacho (3)
- 1996-1997:  José Carcelén (1)
  - substituït per  Vicente Miera
  - substituït per  Paco Flores
- 1997-1998:  José Antonio Camacho (1)
- 1998-1999:  Marcelo Alberto Bielsa (1)
  - substituït per  Miguel Ángel Brindisi
- 1999-2000:  Miguel Ángel Brindisi (1)
  - substituït per  Paco Flores
- 2000-2002:  Paco Flores (2)
- 2002-2003:  Juan de la Cruz Ramos (1)
  - substituït per  Ramon Moya
  - substituït per  Javier Clemente
- 2003-2004:  Javier Clemente (1)
  - substituït per  Luis Fernández
- 2004-2006:  Miguel Ángel Lotina (2)
- 2006-2008:  Ernesto Valverde (2)
- 2008-2009:  Bartolomé Márquez (1)
  - substituït per  José Manuel Esnal, Mané
  - substituït per  Mauricio Roberto Pochettino
- 2009-2013:  Mauricio Roberto Pochettino (4)
  - substituït per  Javier Aguirre
- 2013-2014:  Javier Aguirre (1)
- 2014-2016:  Sergio González (2)
  - substituït per  Constantin Gâlcă
- 2016-2018:  Quique Sánchez Flores (2)
  - substituït per  David Gallego Rodríguez
- 2018-2019:  Rubi (1)
- 2019-2020:  David Gallego Rodríguez (1)
  - substituït per  Pablo Machín Díez[9]
  - substituït per  Abelardo Fernández
  - substituït per  Francisco Pérez Rufete
- 2020- 2022 :  Vicente Moreno Peris (2)
  - substituït per  Luis Blanco Garrido
- 2022-2023:  Diego Martínez Penas
  - substituït per  Luis García Fernández
- 2023-2024:  Luis García Fernández
  - substituït per  Lluís Miquel Ramis Montfort
  - substituït per  Manolo González
- 2024-2025:  Manolo González